# Dobra wróżka
Dobra wróżka – amerykańsko-kanadyjski film komediowy w reżyserii Michaela Lembecka.

## Fabuła
Historia hokeisty (Dwayne Johnson), który zmuszony zostaje przyjąć rolę "wróża zębowego" - dobrej wróżki, która daje dzieciom prezenty w zamian za wypadające mleczne zęby.

## Wersja oryginalna
Reżyseria: Michael Lembeck

Scenariusz: Joshua Sternin

Producent: Jason Blum, Mark Ciardi, Gordon Gray

Kostiumy: Angus Strathie

Casting: Heike Brandstatter, Coreen Mayrs

Producent wykonawczy: Jim Piddock, Emma Watts

Obsada:

- Dwayne Johnson – Derek Thompson / Tooth Fairy
- Ashley Judd
- Julie Andrews – Lily
- Ryan Sheckler – Mick Donnelly
- Chase Ellison – Randy
- Destiny Whitlock – Tess
- Nicholas Carella – Poltergeist Man
- Stephen Merchant – Tracy
- Alex Ferris – Shelter Cove Boy
- Michael Daingerfield – Announcer
- Darien Provost – Gabe
- Josh Emerson – Kyle Padgett
- Dale Wolfe – Hank
- Fiona Hogan – Scared Woman
- Brandon T. Jackson – Duke
- Juno Ruddell – Sally
- Billy Crystal
- Rukiya Bernard

i inni